# Kudoa intestinalis
Kudoa intestinalis is een microscopische parasiet uit de familie Kudoidae. Kudoa intestinalis werd in 1993 beschreven door Maeno, Magasawa & Sorimachi. 